# Ère Tenpuku
Tenpuku (天福), aussi romanisé Tempuku, est une des  Ères du Japon (年号, nengō, lit. « nom de l'année ») après l'ère Jōei et avant l'ère Bunryaku. Cette ère couvre la période allant du mois d'avril 1233 au mois de novembre 1234. L'empereur régnant est Shijō-tennō (四条天皇).

## Changement d'ère
1233 Tenpuku gannen (天福元年) : le nom de la nouvelle ère est créé pour marquer un événement ou une succession d'événements. La précédente ère se termine quand commence la nouvelle, en  Jōei 2.

## Événements de l'ère Tenpuku
1233 (Tenpuku 1,1re mois) : Kujō Yoritsune se voit confier le poste de cour de  conseiller du milieu  (中納言, chūnagon) provisoire.
| Tenpuku   | 1re  | 2e   |
| Grégorien | 1233 | 1234 |